# Jack Aitken
Jack Aitken (한세용?, Han Se-yongLR; Londra, 23 settembre 1995) è un pilota automobilistico britannico con cittadinanza sudcoreana, vincitore della 12 Ore di Sebring nel 2023.
Ha disputato un Gran Premio di Formula 1 nella stagione 2020 al volante della Williams, come sostituto del pilota titolare George Russell.

## Carriera

### Inizi
Nato a Londra da padre scozzese e madre sudcoreana, Aitken inizia la sua carriera sui Kart nel 2006 all'età di undici anni, e prosegue fino al 2011. Tra i suoi migliori risultati la vittoria nel Buckmore Park Summer Championship - Classe Minimax. Passa alle monoposto nel 2012, gareggiando nel campionato Dunlop Intersteps, categoria in cui riesce ad ottenere due vittorie e il terzo posto nella classifica finale.

### Formule Minori
Nel 2013 gareggia nei campionati di Formula Renault con il team Fortec Motorsport. Al debutto nella categoria riesce ad arrivare secondo in campionato nella serie Formula Renault 2.0 NEC. Partecipa anche ad alcune gare dell'Eurocup Formula Renault 2.0.
Nella stagione successiva continua con il team partecipando all'intera stagione di Eurocup Formula Renault 2.0 e della Formula Renault 2.0 Alps 2014. Vince la sua prima gara in Eurocup e termina settimo in campionato.
Nel 2015 continua in entrambe le categorie, ma passando al team Koiranen Motorsport. Si rivela essere una stagione trionfale per il pilota britannico che riesce a conquistare il titolo nella Formula Renault 2.0 Alps e nell'Eurocup Formula Renault 2.0, conquistando rispettivamente 4 e 5 vittorie.
Nel 2016 Aitken viene ingaggiato dalla Arden per partecipare all'intera stagione di GP3. Nella sua prima stagione si mette subito in mostra conquistando la prima vittoria nella gara sprint di Spa e 7 podi in totale, con un finale in crescendo che lo porta al quinto posto in campionato.
Per la stagione 2017 continua nella categoria passando al team ART Grand Prix. Al secondo anno nella categoria riesce a conquistare una vittoria all'Hungaroring. Mostrando un'ottima costanza nell'arco del campionato, chiude al secondo posto in classifica.

### Formula 2
Per la stagione 2018 sale di categoria, partecipando al Campionato FIA di Formula 2 2018, sempre con l'ART Grand Prix con cui ha corso l'ultima stagione di GP3. Ottiene la sua prima vittoria nella categoria nella gara sprint di Barcellona, ma nel corso della stagione non si ripete, e termina undicesimo in classifica.

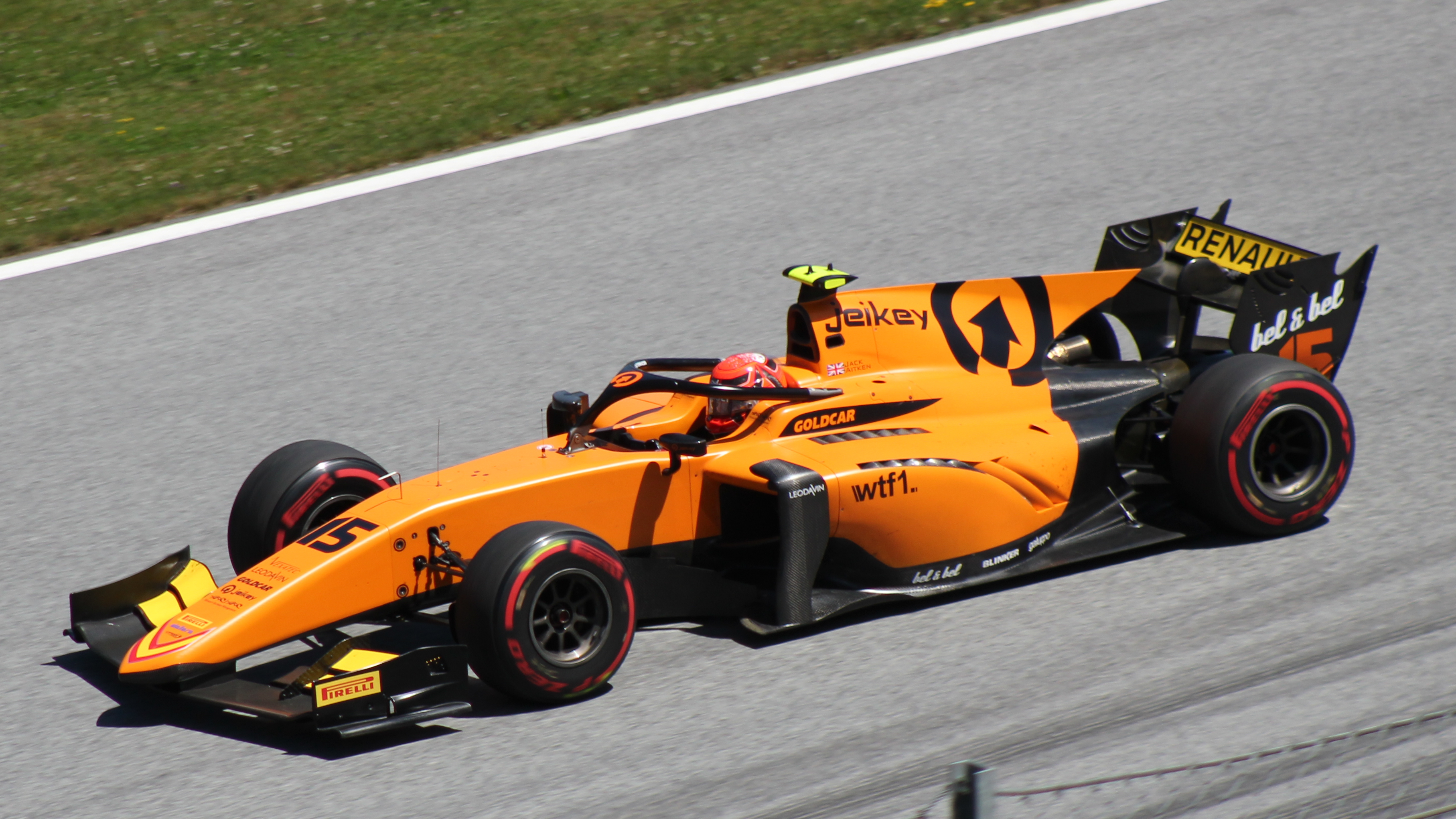
Aitken con la Dallara F2 2018 del team Campos nel 2020.

Nella stagione successiva affronta il secondo anno in Formula 2, passando al team Campos. La stagione è migliore della precedente e vede Aitken conquistare tre vittorie e il quinto posto in classifica finale.
Confermato dalla Campos per il 2020, Aitken disputa una stagione avara di soddisfazioni, nella quale conquista due podi e il quattordicesimo posto in classifica. Verrà sostituito da Ralph Boschung nelle ultime due gare, a causa della chiamata da parte della Williams per il Gran Premio di Sakhir 2020.
Il 18 maggio 2021, a campionato in corso, Aitken viene ingaggiato per le gare di Monaco e Baku dalla HWA Racelab per sostituire Matteo Nannini.

### Formula 1
Dalla stagione 2016, anno di rientro del team Renault in Formula 1, è membro della Renault Sport Academy, Junior Team della scuderia francese. Nel settembre 2017, ha avuto l'occasione di effettuare il suo primo test su una monoposto di Formula 1 a Jerez de la Frontera con la E20 che ha partecipato al campionato 2012. Per la stagione 2018 ottiene il ruolo di pilota di riserva per la Renault.
Nella stagione 2020 diventa collaudatore e pilota di riserva della Williams, prendendo parte alle prove libere nel Gran Premio di Stiria. In occasione del Gran Premio di Sakhir (Bahrein) viene annunciato il suo debutto come pilota titolare in sostituzione di George Russell, a sua volta chiamato in Mercedes al posto di Lewis Hamilton, risultato positivo al SARS-CoV-2. Aitken chiude la gara di debutto in sedicesima posizione, dopo essere stato protagonista di un testacoda. Nel dicembre dello stesso anno prende parte ai test post stagionali ad Abu Dhabi sempre con il team Williams.
Aitken viene confermato della Williams come pilota di riserva e collaudatore, torna a guidare una Formula 1 nelle prove libere uno del Gran Premio di Abu Dhabi 2021. Nel gennaio del 2023, Aitken lascia di comune accordo il team di Grove.

### Test in IndyCar e Formula E
Al termine della stagione 2021 Aitken prova per la prima volta una vettura del campionato IndyCar, prendendo parte ai test programmati sul Circuito di Sebring con il team Ed Carpenter Racing. Nel 2023 prende parte ai Rookie test a Berlino della Formula E correndo per i colori della Envision Racing, anche nel aprile del 2024 torna in Formula E per i Rookie test sul Circuito di Misano con il team DS Penske.

### Endurance

#### 2021: GT Word e 24 Ore di Spa
Terminato il rapporto con Campos in Formula 2, nel 2021 Aitken passa al campionato GT World Challenge Europe. Gareggia sia nel trofeo Endurance che nel trofeo Sprint, guidando una Lamborghini Huracán GT3 Evo per la scuderia Emil Frey Racing al fianco di Konsta Lappalainen. Nel luglio 2021, durante la 24 Ore di Spa, Aitken è coinvolto in un violento incidente con altre tre vetture; il pilota britannico ne esce con ferite gravi ma non pericolose per la vita: una clavicola rotta, una frattura ad una vertebra e una lieve contusione polmonare.

#### 2022: GT Word e ELMS
Nel 2022 viene confermato dal team Emil Frey Racing, venendo affiancato a Mirko Bortolotti e Albert Costa. Oltre a correre nel GT World, nel 2022 viene ingaggiato dal team Racing Team Turkey per correre nella classe LMP2 dell'European Le Mans Series. Lo stesso anno partecipa alla sua prima 24 Ore di Le Mans, dove corre nella classe LMP2 insieme a Sophia Flörsch e John Falb per il team Algarve Pro Racing.

#### 2023: Tra DTM e IMSA

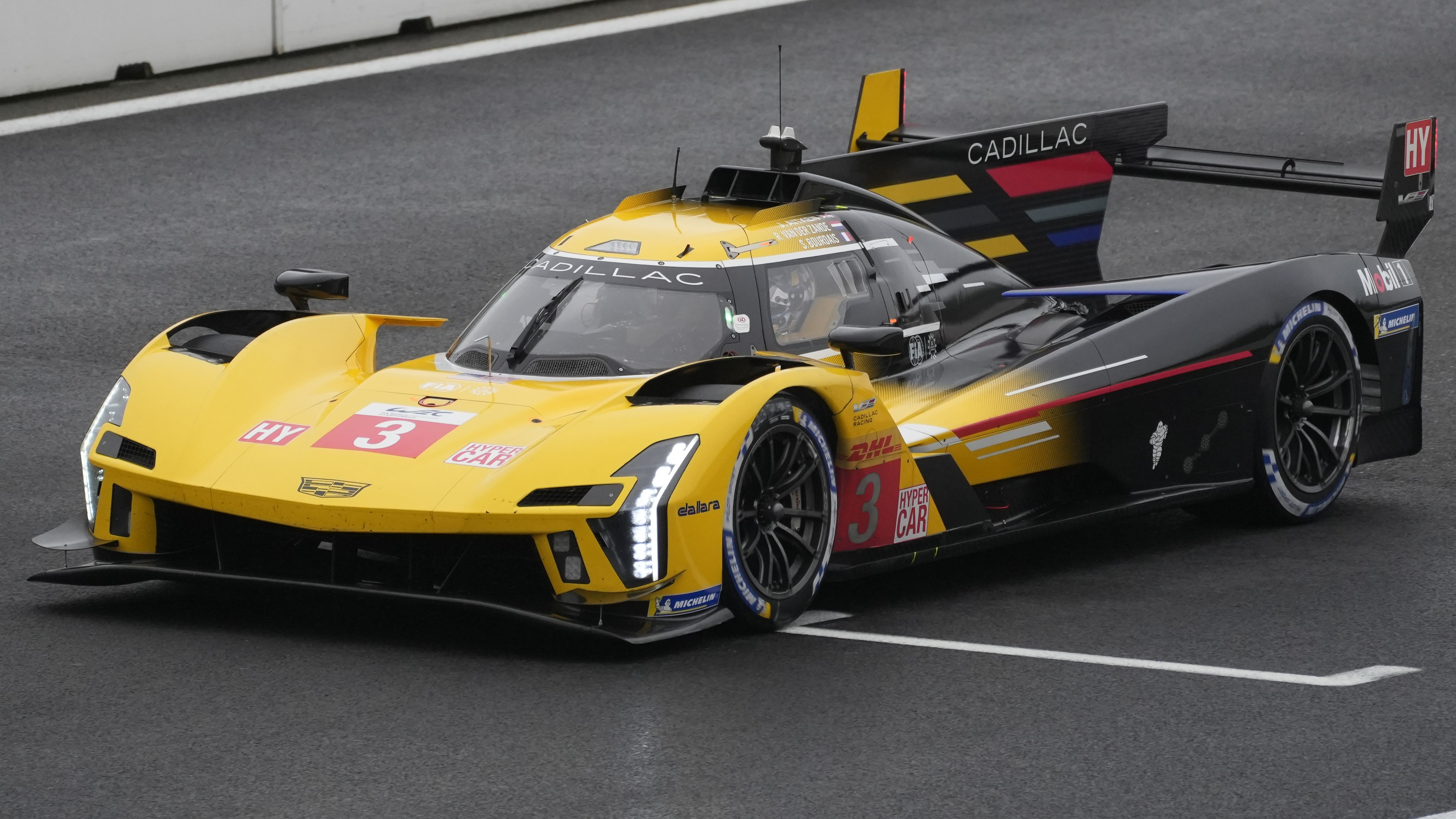
La Cadillac V-Series.R di Jack Aitken durante la 6 ore di Spa 2023

Nel 2023 viene scelto dal team Action Express Racing per portare in pista la nuova LMDH della Cadillac, la V-Series.R. Aitken dividerà la vettura con Pipo Derani e Alexander Sims nella Endurance Cup del Campionato IMSA WeatherTech SportsCar. Durante la stagione ottiene la prestigiosa vittoria nella 12 Ore di Sebring e la vittoria finale nella Endurance Cup. Sempre con la Cadillac prende parte alla 6 ore di Spa e alla 24 Ore di Le Mans, due gare valide per il Campionato del mondo endurance.
Nello stesso anno, oltre ai suoi impegni nel Campionato IMSA partecipa per la prima volta al Deutsche Tourenwagen Masters con il team Emil Frey Racing. In gara uno di Lausitz ottiene la sua prima vittoria nella serie, quattro anni dopo a Jamie Green, l'ultimo pilota britannico a vincere. nella serie.

#### 2024: Pilota ufficiale Cadillac
Per la stagione 2024, Aitken viene promosso a tempo pieno dalla Cadillac, il britannico prenderà parte al intero Campionato IMSA con la V-Series.R del team Action Express Racing.
Come nella stagione precedente continua a correre nel DTM con la Ferrari 296 GT3 del team Emil Frey Racing. Durante la prima parte della stagione, il pilota britannico ottiene due vittorie, la prima a Oschersleben e la seconda a Zandvoort. 
Viene confermato anche nel 2025. Il suo debutto è previsto nella 24 Ore di Daytona al fianco di Earl Bamber, Felipe Drugovich e Frederik Vesti.

## Risultati

### Riassunto della carriera
| Stagione | Campionato                              | Squadra               | Gare                        | Vittorie                    | Pole                        | G.v                         | Podi                        | Punti                       | Pos                         |
| -------- | --------------------------------------- | --------------------- | --------------------------- | --------------------------- | --------------------------- | --------------------------- | --------------------------- | --------------------------- | --------------------------- |
| 2012     | Dunlop Intersteps Championship          | Fortec Motorsports    | 23                          | 2                           | 2                           | 3                           | 13                          | 490                         | 3º                          |
| 2013     | Formula Renault 2.0 NEC                 | Fortec Motorsports    | 16                          | 0                           | 1                           | 1                           | 5                           | 230                         | 2º                          |
| 2013     | Eurocup Formula Renault 2.0             | Fortec Motorsports    | 2                           | 0                           | 0                           | 0                           | 0                           | 0                           | N.C.†                       |
| 2013     | Eurocup Formula Renault 2.0             | Manor MP Motorsport   | 4                           | 0                           | 0                           | 0                           | 0                           | 0                           | N.C.†                       |
| 2014     | Eurocup Formula Renault 2.0             | Fortec Motorsports    | 14                          | 1                           | 1                           | 0                           | 4                           | 86                          | 7º                          |
| 2014     | Formula Renault 2.0 Alps                | Fortec Motorsports    | 8                           | 0                           | 0                           | 1                           | 0                           | 0                           | N.C.†                       |
| 2014     | Pro Mazda Championship                  | Team Pelfrey          | 2                           | 0                           | 0                           | 0                           | 0                           | 31                          | 20º                         |
| 2015     | Eurocup Formula Renault 2.0             | Koiranen Motorsport   | 17                          | 5                           | 4                           | 3                           | 3                           | 206                         | 1º                          |
| 2015     | Formula Renault 2.0 Alps                | Koiranen Motorsport   | 15                          | 4                           | 3                           | 3                           | 7                           | 242                         | 1º                          |
| 2015     | Pro Mazda Winterfest                    | Team Pelfrey          | 5                           | 3                           | 1                           | 2                           | 4                           | 167                         | 1º                          |
| 2016     | GP3 Series                              | Arden International   | 18                          | 1                           | 0                           | 2                           | 7                           | 148                         | 5º                          |
| 2016     | Euroformula Open Championship           | RP Motorsport         | 4                           | 2                           | 2                           | 1                           | 3                           | 71                          | 8º                          |
| 2016     | Formula 3 spagnola                      | RP Motorsport         | 2                           | 1                           | 1                           | 1                           | 1                           | 27                          | 7º                          |
| 2016     | Formula V8 3.5                          | RP Motorsport         | 4                           | 0                           | 1                           | 0                           | 0                           | 14                          | 15º                         |
| 2017     | GP3 Series                              | ART Grand Prix        | 15                          | 1                           | 2                           | 2                           | 6                           | 141                         | 2º                          |
| 2018     | Formula 2                               | ART Grand Prix        | 23                          | 1                           | 0                           | 0                           | 2                           | 63                          | 11º                         |
| 2018     | Formula 1                               | Renault               | Collaudatore / Terzo Pilota | Collaudatore / Terzo Pilota | Collaudatore / Terzo Pilota | Collaudatore / Terzo Pilota | Collaudatore / Terzo Pilota | Collaudatore / Terzo Pilota | Collaudatore / Terzo Pilota |
| 2019     | Formula 2                               | Campos Racing         | 22                          | 3                           | 0                           | 2                           | 7                           | 160                         | 5º                          |
| 2019     | Formula 1                               | Renault               | Collaudatore / Terzo Pilota | Collaudatore / Terzo Pilota | Collaudatore / Terzo Pilota | Collaudatore / Terzo Pilota | Collaudatore / Terzo Pilota | Collaudatore / Terzo Pilota | Collaudatore / Terzo Pilota |
| 2020     | Formula 1                               | Williams F1           | 1                           | 0                           | 0                           | 0                           | 0                           | 0                           | 22º                         |
| 2020     | FIA Formula 2                           | Campos Racing         | 22                          | 0                           | 0                           | 1                           | 2                           | 48                          | 14º                         |
| 2021     | FIA Formula 2                           | HWA Racelab           | 9                           | 0                           | 0                           | 0                           | 0                           | 0                           | 23º                         |
| 2021     | GT World Challenge Europe Sprint Cup    | Emil Frey Racing      | 6                           | 0                           | 0                           | 1                           | 0                           | 17.5                        | 19º                         |
| 2021     | GT World Challenge Europe Endurance Cup | Emil Frey Racing      | 4                           | 0                           | 0                           | 0                           | 0                           | 8                           | 24º                         |
| 2021     | Formula 1                               | Williams F1           | Terzo Pilota                | Terzo Pilota                | Terzo Pilota                | Terzo Pilota                | Terzo Pilota                | Terzo Pilota                | Terzo Pilota                |
| 2022     | ADAC GT Masters                         | Emil Frey Racing      | 14                          | 1                           | 1                           | 2                           | 3                           | 140                         | 4º                          |
| 2022     | GT World Challenge Europe Endurance Cup | Emil Frey Racing      | 5                           | 0                           | 0                           | 1                           | 1                           | 32                          | 15º                         |
| 2022     | Intercontinental GT Challenge           | Emil Frey Racing      | 1                           | 0                           | 0                           | 0                           | 0                           | 0                           | NC*                         |
| 2022     | European Le Mans Series                 | Racing Team Turkey    | 5                           | 0                           | 0                           | 0                           | 0                           | 30                          | 11º                         |
| 2022     | 24 Ore di Le Mans - LMP2                | Algarve Pro Racing    | 1                           | 0                           | 0                           | 0                           | 0                           | N/A                         | 20º                         |
| 2022     | Formula 1                               | Williams F1           | Terzo Pilota                | Terzo Pilota                | Terzo Pilota                | Terzo Pilota                | Terzo Pilota                | Terzo Pilota                | Terzo Pilota                |
| 2023     | Campionato IMSA WeatherTech SportsCar   | Action Express Racing | 1                           | 0                           | 0                           | 0                           | 0                           | 285*                        |                             |
| 2023     | 24 Ore di Daytona                       | Action Express Racing | 1                           | 0                           | 0                           | 0                           | 0                           | -                           | 5º                          |
| 2023     | DTM                                     | Emil Frey Racing      |                             |                             |                             |                             |                             | *                           |                             |

† In quanto pilota ospite, non aveva diritto a segnare punti.
* Stagione in corso.

### Pro Mazda
(legenda) (Le gare in grassetto indicano la pole position) (Le gare in corsivo indicano Gpv)
| Anno | Squadra      | 1   | 2   | 3   | 4   | 5   | 6   | 7   | 8   | 9   | 10  | 11  | 12  | 13    | 14    | Punti | Pos. |
| ---- | ------------ | --- | --- | --- | --- | --- | --- | --- | --- | --- | --- | --- | --- | ----- | ----- | ----- | ---- |
| 2014 | Team Pelfrey | STP | STP | BAR | BAR | IMS | IMS | LOR | HOU | HOU | MOH | MOH | MIL | SON 9 | SON 4 | 31    | 20º  |

### GP3 Series
(legenda) (Le gare in grassetto indicano la pole position) (Le gare in corsivo indicano Gpv)
| Anno | Team                | 1   | 2   | 3   | 4   | 5   | 6   | 7   | 8   | 9   | 10  | 11  | 12  | 13  | 14  | 15  | 16  | 17  | 18  | Punti | Pos. |
| ---- | ------------------- | --- | --- | --- | --- | --- | --- | --- | --- | --- | --- | --- | --- | --- | --- | --- | --- | --- | --- | ----- | ---- |
| 2016 | Arden International | CAT | CAT | RBR | RBR | SIL | SIL | HUN | HUN | HOC | HOC | SPA | SPA | MNZ | MNZ | SEP | SEP | YMC | YMC | 148   | 5º   |
| 2016 | Arden International | 20  | 19  | 9   | 5   | 13  | 6   | 9   | 6   | 6   | 2   | 5   | 1   | 2   | 5   | 2   | 3   | 3   | 2   | 148   | 5º   |
| 2017 | ART Grand Prix      | CAT | CAT | RBR | RBR | SIL | SIL | HUN | HUN | SPA | SPA | MNZ | MNZ | JER | JER | YMC | YMC |     |     | 141   | 2º   |
| 2017 | ART Grand Prix      | Rit | 12  | 2   | 5   | 4   | 2   | 1   | Rit | 2   | 18  | 2   | C   | 3   | 6   | 14  | 8   |     |     | 141   | 2º   |

### Formula V8 3.5 Series
(legenda) (Le gare in grassetto indicano la pole position) (Le gare in corsivo indicano Gpv)
| Stagione | Squadra       | 1   | 2   | 3   | 4   | 5   | 6   | 7   | 8   | 9   | 10  | 11  | 12  | 13  | 14  | 15  | 16  | 17  | 18  | Punti | Pos. |
| -------- | ------------- | --- | --- | --- | --- | --- | --- | --- | --- | --- | --- | --- | --- | --- | --- | --- | --- | --- | --- | ----- | ---- |
| 2016     | RP Motorsport | ALC | ALC | HUN | HUN | SPA | SPA | LEC | LEC | SIL | SIL | RBR | RBR | MNZ | MNZ | JER | JER | CAT | CAT | 14    | 15º  |
| 2016     | RP Motorsport |     |     |     |     |     |     |     |     |     |     |     |     |     |     | SQ  | 4   | 11  | 9   | 14    | 15º  |

### Formula 2
(legenda) (Le gare in grassetto indicano la pole position) (Le gare in corsivo indicano Gpv)
| Stagione | Squadra        | 1    | 2    | 3    | 4    | 5   | 6   | 7    | 8    | 9    | 10   | 11  | 12  | 13  | 14  | 15  | 16  | 17  | 18  | 19  | 20  | 21   | 22   | 23   | 24   | Punti | Pos. |
| -------- | -------------- | ---- | ---- | ---- | ---- | --- | --- | ---- | ---- | ---- | ---- | --- | --- | --- | --- | --- | --- | --- | --- | --- | --- | ---- | ---- | ---- | ---- | ----- | ---- |
| 2018     | ART Grand Prix | BHR  | BHR  | BAK  | BAK  | CAT | CAT | MON  | MON  | LEC  | LEC  | RBR | RBR | SIL | SIL | HUN | HUN | SPA | SPA | MNZ | MNZ | SOC  | SOC  | YMC  | YMC  | 63    | 11º  |
| 2018     | ART Grand Prix | 9    | 18   | 2    | 11   | 6   | 1   | 7    | Rit  | 11   | NP   | Rit | 18  | 13  | 12  | 4   | 10  | 11  | 10  | 17† | 8   | 14   | Rit  | 10   | 13   | 63    | 11º  |
| 2019     | Campos Racing  | BHR  | BHR  | BAK  | BAK  | CAT | CAT | MON  | MON  | LEC  | LEC  | RBR | RBR | SIL | SIL | HUN | HUN | SPA | SPA | MNZ | MNZ | SOC  | SOC  | YMC  | YMC  | 160   | 5º   |
| 2019     | Campos Racing  | 7    | 11   | 1    | 3    | 2   | 8   | 17   | 13   | 3    | 4    | 10  | 18  | 5   | 1   | 3   | 5   | C   | C   | 8   | 1   | 7    | 11   | 11   | 8    | 160   | 5º   |
| 2020     | Campos Racing  | RBR1 | RBR1 | RBR2 | RBR2 | HUN | HUN | SIL1 | SIL1 | SIL2 | SIL2 | CAT | CAT | SPA | SPA | MNZ | MNZ | MUG | MUG | SOC | SOC | SAK1 | SAK1 | SAK2 | SAK2 | 48    | 14º  |
| 2020     | Campos Racing  | 15   | 8    | 9    | 6    | 13  | 19  | 13   | 8    | 3    | 3    | 18  | 18  | 13  | 17  | 13  | 7   | Rit | 13  | 6   | 4   | 10   | 17   |      |      | 48    | 14º  |
| 2021     | HWA Racelab    | BHR  | BHR  | BHR  | MON  | MON | MON | BAK  | BAK  | BAK  | SIL  | SIL | SIL | MNZ | MNZ | MNZ | SOC | SOC | SOC | JED | JED | JED  | YMC  | YMC  | YMC  | 0     | 23º  |
| 2021     | HWA Racelab    |      |      |      | 16   | 9   | 18  | Rit  | 12   | 11   | 17   | 18  | 17  |     |     |     |     |     |     |     |     |      |      |      |      | 0     | 23º  |

† Il pilota non ha terminato la gara, ma è stato classificato poiché ha completato oltre il 90% della distanza di gara.
* Stagione in corso.

### Formula 1
| 2020 | Scuderia | Vettura |  |    |  |  |  |  |  |  |  |  |  |  |  |  |  |    |  |  |  |  |  |  |  |  | Punti | Pos. |
| ---- | -------- | ------- |  | -- |  |  |  |  |  |  |  |  |  |  |  |  |  | -- |  |  |  |  |  |  |  |  | ----- | ---- |
| 2020 | Williams | FW43    |  | SP |  |  |  |  |  |  |  |  |  |  |  |  |  | 16 |  |  |  |  |  |  |  |  | 0     | 22º  |

| 2021 | Scuderia | Vettura |  |  |  |  |  |  |  |  |  |  |  |  |  |  |  |  |  |  |  |  |  |    |  |  | Punti | Pos. |
| ---- | -------- | ------- |  |  |  |  |  |  |  |  |  |  |  |  |  |  |  |  |  |  |  |  |  | -- |  |  | ----- | ---- |
| 2021 | Williams | FW43B   |  |  |  |  |  |  |  |  |  |  |  |  |  |  |  |  |  |  |  |  |  | SP |  |  |       |      |

| Legenda | 1º posto     | 2º posto | 3º posto    | A punti         | Senza punti/Non class.  | Grassetto – Pole position Corsivo – Giro più veloce Apice – Risultato Qualifica Sprint (A punti) |
| Legenda | Squalificato | Ritirato | Non partito | Non qualificato | Solo prove/Terzo pilota | Grassetto – Pole position Corsivo – Giro più veloce Apice – Risultato Qualifica Sprint (A punti) |

### GT World Challenge Europe Sprint Cup
(legenda) (Le gare in grassetto indicano la pole position) (Le gare in corsivo indicano Gpv)
| Anno | Squadra          | Vettura                     | Classe | 1        | 2       | 3        | 4       | 5         | 6         | 7         | 8         | 9         | 10        | Punti | Pos. |
| ---- | ---------------- | --------------------------- | ------ | -------- | ------- | -------- | ------- | --------- | --------- | --------- | --------- | --------- | --------- | ----- | ---- |
| 2021 | Emil Frey Racing | Lamborghini Huracán GT3 Evo | Pro    | MAG 1 12 | MAG 2 9 | ZAN 1 15 | ZAN 2 4 | MIS 1 Inf | MIS 2 Inf | BRH 1 Inf | BRH 2 Inf | VAL 1 Inf | VAL 2 Inf | 17,5  | 19º  |

### ELMS
| Anno    | Squadra            | Classe     | Vettura  | PAU | IMO | MON | BAR | SPA | POR | Punti | Pos. |
| ------- | ------------------ | ---------- | -------- | --- | --- | --- | --- | --- | --- | ----- | ---- |
| 2022    | Racing Team Turkey | LMP2-ProAm | Oreca 07 | 1   | 1   | 2   | 4   |     | 1   | 130   | 2º   |
| Legenda |                    |            |          |     |     |     |     |     |     |       |      |

### IMSA
| 2023    | Whelen Engineering Racing | GTP | Cadillac V-Series.R | DAY 5 | SEB 1  | LBH   | LGA   | WGL 2 | MOS   | ROA   | IMS   | PET 6 | 1263 | 10° |
| 2024    | Whelen Engineering Racing | GTP | Cadillac V-Series.R | DAY 2 | SEB 10 | LBH 2 | LGA 2 | DET 6 | WGL 8 | ELK 4 | IMS 9 | PET 5 | 2687 | 4°  |
| 2025    | Cadillac Whelen           | GTP | Cadillac V-Series.R | DAY 9 | SEB 4  | LBH   | LGA   | DET   | WGL   | ELK   | IMS   | PET   | 546* |     |
| Legenda |                           |     |                     |       |        |       |       |       |       |       |       |       |      |     |

*Stagione in corso.

### WEC
| Anno    | Squadra         | Classe   | Vettura             | SEB | ALG | SPA | LMS | MON | FUJ | BHR | Punti | Pos. |
| ------- | --------------- | -------- | ------------------- | --- | --- | --- | --- | --- | --- | --- | ----- | ---- |
| 2023    | Cadillac Racing | Hypercar | Cadillac V-Series.R |     |     | Rit |     |     |     |     | 0     | NC   |
| Legenda |                 |          |                     |     |     |     |     |     |     |     |       |      |

### 24 Ore di Daytona
| Anno | Team                      | Co-piloti                                   | Auto                | Classe | Giri | Pos. | Class Pos. |
| ---- | ------------------------- | ------------------------------------------- | ------------------- | ------ | ---- | ---- | ---------- |
| 2023 | Whelen Engineering Racing | Alexander Sims Pipo Derani                  | Cadillac V-Series.R | GTP    | 771  | 5°   | 5°         |
| 2024 | Whelen Engineering Racing | Tom Blomqvist Pipo Derani                   | Cadillac V-Series.R | GTP    | 791  | 2°   | 2°         |
| 2025 | Cadillac Whelen           | Earl Bamber Felipe Drugovich Frederik Vesti | Cadillac V-LMDh     | GTP    | 311  | 15°  | 9°         |

### 12 Ore di Sebring
| Anno | Team                      | Co-piloti                  | Auto                | Classe | Giri | Pos. | Class Pos. |
| ---- | ------------------------- | -------------------------- | ------------------- | ------ | ---- | ---- | ---------- |
| 2023 | Whelen Engineering Racing | Alexander Sims Pipo Derani | Cadillac V-Series.R | GTP    | 322  | 1°   | 1°         |

### 24 Ore di Le Mans
| Anno | Team                   | Co-piloti                       | Auto            | Classe   | Giri | Pos. | Class Pos. |
| ---- | ---------------------- | ------------------------------- | --------------- | -------- | ---- | ---- | ---------- |
| 2024 | Whelen Cadillac Racing | Felipe Drugovich Pipo Derani    | Cadillac V-LMDh | Hypercar | 311  | 29°  | 15°        |
| 2025 | Whelen Cadillac Racing | Felipe Drugovich Frederik Vesti | Cadillac V-LMDh | Hypercar | 247  | Rit  | Rit        |

### DTM
(legenda) (Le gare in grassetto indicano la pole position) (Le gare in corsivo indicano Gpv)
| Anno | Team             | Vettura         | 1   | 2    | 3   | 4   | 5   | 6   | 7   | 8   | 9   | 10  | 11  | 12   | 13  | 14  | 15  | 16  | Punti | Pos. |
| ---- | ---------------- | --------------- | --- | ---- | --- | --- | --- | --- | --- | --- | --- | --- | --- | ---- | --- | --- | --- | --- | ----- | ---- |
| 2023 | Emil Frey Racing | Ferrari 296 GT3 | OSC | OSC  | ZAN | ZAN | NOR | NOR | NÜR | NÜR | LAU | LAU | SAC | SAC  | RBR | RBR | HOC | HOC | 82    | 14°  |
| 2023 | Emil Frey Racing | Ferrari 296 GT3 | 32  | 17   |     |     | 17  | 20  | 22  | 183 | 1   | 7   | Rit | Rit2 | 20  | 83  | 7   | 10  | 82    | 14°  |
| 2024 | Emil Frey Racing | Ferrari 296 GT3 | OSC | OSC  | LAU | LAU | ZAN | ZAN | NOR | NOR | NÜR | NÜR | SAC | SAC  | RBR | RBR | HOC | HOC | 129   | 8º   |
| 2024 | Emil Frey Racing | Ferrari 296 GT3 | 1   | Rit3 | 16  | 14  | 1   | 16  | 91  | 18  | 5   | 13  | 1   | 6    | 14  | 10  | Rit | 16  | 129   | 8º   |